# 小行星3304
小行星3304（英語：3304 Pearce）是一颗围绕太阳公转的小行星。1981年3月2日，舒爾特·巴斯在赛丁泉山发现了此天体。
这颗小行星的绝对星等为58.74615349253027等。